# موستيروس، الرأس الأخضر
موستيروس، الرأس الأخضر هي مقاطعة في الرأس الأخضر، بلغ عدد سكانها 9,524 نسمة، عاصمتها Mosteiros, Cape Verde ‏.

## الموقع
تشترك في الحدود مع:
- سانتا كاتارينا دو فوجو  [لغات أخرى]‏
- ساو فيليب  [لغات أخرى]‏.